# IGrafx
iGrafx est un éditeur de logiciel américain fondé en 1987 sous le nom de Micrografx. L’entreprise a été achetée par Corel en 2001, puis revendue en 2011. Aujourd'hui iGrafx est une société indépendante dont le siège social mondial est situé à Tualatin aux États-Unis. Le siège social EMEA (Europe, Moyen-Orient, Afrique) se situe à Karlsfeld près de Munich en Allemagne. L’agence française, Kwigx France se trouve à Montpellier.
Les produits de la suite iGrafx sont conçus pour soutenir efficacement les initiatives d’optimisation des processus, Six Sigma, Lean, gestion de la qualité et des risques, conformité, ainsi que IT Service Management et architecture d’entreprise.
Plus d’un million de licences ont été commercialisées à ce jour dans le monde, faisant de iGrafx un des leaders du marché dans son domaine.
Les logiciels de création de Micrografx (comme Micrografx Picture Publisher, Micrografx Designer) restent intégrés au catalogue de Corel.

## Produits actuels
- iGrafx FlowCharter
- iGrafx Process
- iGrafx Process for Six Sigma
- iGrafx Process for Enterprise Modeling
- iGrafx Process for SAP
- iGrafx Process Central
- iGrafx Enterprise Central & iGrafx Enterprise Modeler
- iGrafx Enterprise Modeler for SAP
- iGrafx IDEF0

## Anciens produits
- Micrografx Designer, professional technical illustration software, today known as Corel Designer.
- Micrografx Picture Publisher - A vector graphics editor.
- Micrografx ABC FlowCharter, Process  mapping, modeling and diagramming software.
- Micrografx Enterprise Charter,
- Micrografx Graphics Suite - Combination of Designer, Flowcharter, Picture Publisher and Simply 3D.